# Nayef Aguerd
Nayef Aguerd (* 30. března 1996 Kenitra) je marocký profesionální fotbalista, který hraje na pozici středního obránce za anglický klub West Ham United FC a za marockou reprezentaci.

## Klubová kariéra

### Počátky kariéry
Aguerd začal svou fotbalovou kariéru ve fotbalové akademii Muhammada VI. a v roce 2014 přestoupil do FUS Rabat. V roce 2014 podepsal s klubem svou první profesionální smlouvu.

### Dijon
Po čtyřech sezonách v marocké nejvyšší soutěži přestoupil do francouzského Dijonu hrajícího Ligue 1. V dresu Dijonu debutoval 25. srpna 2018 při výhře 4:0 nad Nice a hned při svém debutu skóroval.

### Rennes
Dne 14. srpna 2020 přestoupil Aguerd z Dijonu do Rennes za částku okolo 4 milionů euro. 13. září 2020 vstřelil Aguerd svůj první ligový gól při vítězství 4:2 proti Nîmes.
17. května 2021 se umístil na 11. místě v anketě Prix Marc-Vivien Foé (nejlepší afričtí hráči v Ligue 1). 19. srpna 2021 vstřelil Aguerd hlavičkou svůj první gól v evropských soutěžích, a to při vítězství 2:0 nad Rosenborgem v Konferenční lize. O týden později skóroval Aguerd i ve druhém zápase proti Rosenborgu. 16. května 2022 se Aguerd umístil v anketě Prix Marc-Vivien Foé na 3. místě (za Seken Fofanou a Hamarim Traorém).

### West Ham United
V červnu 2022 podepsal Aguerd pětiletou smlouvu s West Hamem United. Rennes za přestup obdrželo 30 milionů liber a Aguerd se tak stal čtvrtou nejdražší posilou West Hamu v historii (více stál jen Sébastien Haller, Felipe Anderson a Kurt Zouma). V předsezónním přátelském utkání proti Rangers si Aguerd poranil kotník a přišel tak o začátek sezóny 2022/23. 19. října se Aguerd po třech měsících od zranění vrátil k tréninku s týmem. Svůj soutěžní debut v dresu West Hamu United si odbyl 27. října v zápase Konferenční ligy proti Silkeborgu, který West Ham vyhrál 1:0.

## Reprezentační kariéra
Aguerd debutoval za marockou reprezentaci 31. srpna 2016 v přátelském utkání s Albánií (0:0). 6. září 2021 vstřelil Aguerd svůj první reprezentační gól, a to v zápase proti Súdánu v kvalifikaci na mistrovství světa 2022.
Později ho Vahid Halilhodžić nominoval na Africký pohár národů 2021. Aguerd nastoupil ke všem zápasům Maroka na turnaji. Při remíze 2:2 s Gabonem si vstřelil vlastní gól. Byl i u vyřazení svého týmu Egyptem ve čtvrtfinále turnaje.
10. listopadu 2022 byl zařazen do 23členného týmu Maroka pro mistrovství světa ve fotbale 2022 v Kataru. Aguerd hrál spolu s kapitánem Romainem Saïssem důležitou roli v obraně a podílel se na překvapivém postupu Maroka až do semifinále světového šampionátu. V rozhodujícím zápase proti Francii však chyběl kvůli zranění a jen z lavičky sledoval, jak Maroko Francii podlehlo 0:2.

## Statistiky

### Klubové
K 12. listopadu 2022
| Klub            | Sezóna  | Liga           | Liga   | Liga | Národní pohár | Národní pohár | Ligový pohár | Ligový pohár | Kontinentální poháry | Kontinentální poháry | Celkem | Celkem |
| Klub            | Sezóna  | Liga           | Zápasy | Góly | Zápasy        | Góly          | Zápasy       | Góly         | Zápasy               | Góly                 | Zápasy | Góly   |
| --------------- | ------- | -------------- | ------ | ---- | ------------- | ------------- | ------------ | ------------ | -------------------- | -------------------- | ------ | ------ |
| FUS Rabat       | 2014/15 | Botola Pro     | 12     | 1    | 0             | 0             | —            | —            | —                    | —                    | 12     | 1      |
| FUS Rabat       | 2015/16 | Botola Pro     | 18     | 2    | 0             | 0             | —            | —            | —                    | —                    | 18     | 2      |
| FUS Rabat       | 2016/17 | Botola Pro     | 20     | 2    | 1             | 0             | —            | —            | 2                    | 1                    | 23     | 3      |
| FUS Rabat       | 2017/18 | Botola Pro     | 22     | 0    | 0             | 0             | —            | —            | —                    | —                    | 22     | 0      |
| FUS Rabat       | Celkem  | Celkem         | 72     | 5    | 1             | 0             | 0            | 0            | 2                    | 1                    | 75     | 6      |
| Dijon           | 2018/19 | Ligue 1        | 13     | 3    | 3             | 0             | 1            | 0            | —                    | —                    | 17     | 3      |
| Dijon           | 2019/20 | Ligue 1        | 12     | 1    | 0             | 0             | —            | —            | —                    | —                    | 12     | 1      |
| Dijon           | Celkem  | Celkem         | 25     | 4    | 3             | 0             | 1            | 0            | 0                    | 0                    | 29     | 4      |
| Rennes          | 2020/21 | Ligue 1        | 35     | 3    | 1             | 0             | —            | —            | 3                    | 0                    | 39     | 3      |
| Rennes          | 2021/22 | Ligue 1        | 31     | 2    | 0             | 0             | —            | —            | 9                    | 2                    | 40     | 4      |
| Rennes          | Celkem  | Celkem         | 66     | 5    | 1             | 0             | 0            | 0            | 12                   | 2                    | 79     | 7      |
| West Ham United | 2022/23 | Premier League | 1      | 0    | 0             | 0             | 1            | 0            | 2                    | 0                    | 4      | 0      |
| Celkem          | Celkem  | Celkem         | 164    | 14   | 5             | 0             | 2            | 0            | 16                   | 3                    | 187    | 17     |

### Reprezentační
K 17. prosinci 2022
| Maroko | Maroko | Maroko |
| Rok    | Zápasy | Góly   |
| ------ | ------ | ------ |
| 2016   | 1      | 0      |
| 2018   | 6      | 0      |
| 2020   | 1      | 0      |
| 2021   | 8      | 1      |
| 2022   | 14     | 0      |
| Celkem | 30     | 1      |

#### Reprezentační góly
| Gól | Datum        | Místo                                         | Soupeř | Skóre | Výsledek | Soutěž                                |
| --- | ------------ | --------------------------------------------- | ------ | ----- | -------- | ------------------------------------- |
| 1.  | 6. září 2021 | Prince Moulay Abdellah Stadium, Rabat, Maroko | Súdán  | 1:0   | 2:0      | Kvalifikace na Mistrovství světa 2022 |

## Ocenění

### Klubová

#### FUS Rabat
- Botola: 2015/16[26]

### Reprezentační

#### Maroko
- Africké mistrovství národů: 2018[27]

### Individuální
- Jedenáctka roku CAF podle IFFHS: 2020[28]